# رامون أرتيجاس
رامون أرتيجاس (بالإسبانية: Ramón Artigas)‏ (1 مارس 1908 – 4 يناير 1995) هو سبّاح إسباني راحل، مثّل بلاده في الألعاب الأولمبية الصيفية 1928.

## روابط خارجية
رامون أرتيجاس على موقع الاتحاد الدولي للسباحة (الإنجليزية)
- رامون أرتيجاس على موقع أوليمبيديا (الإنجليزية)